# Sebastià Gamundí Boscana

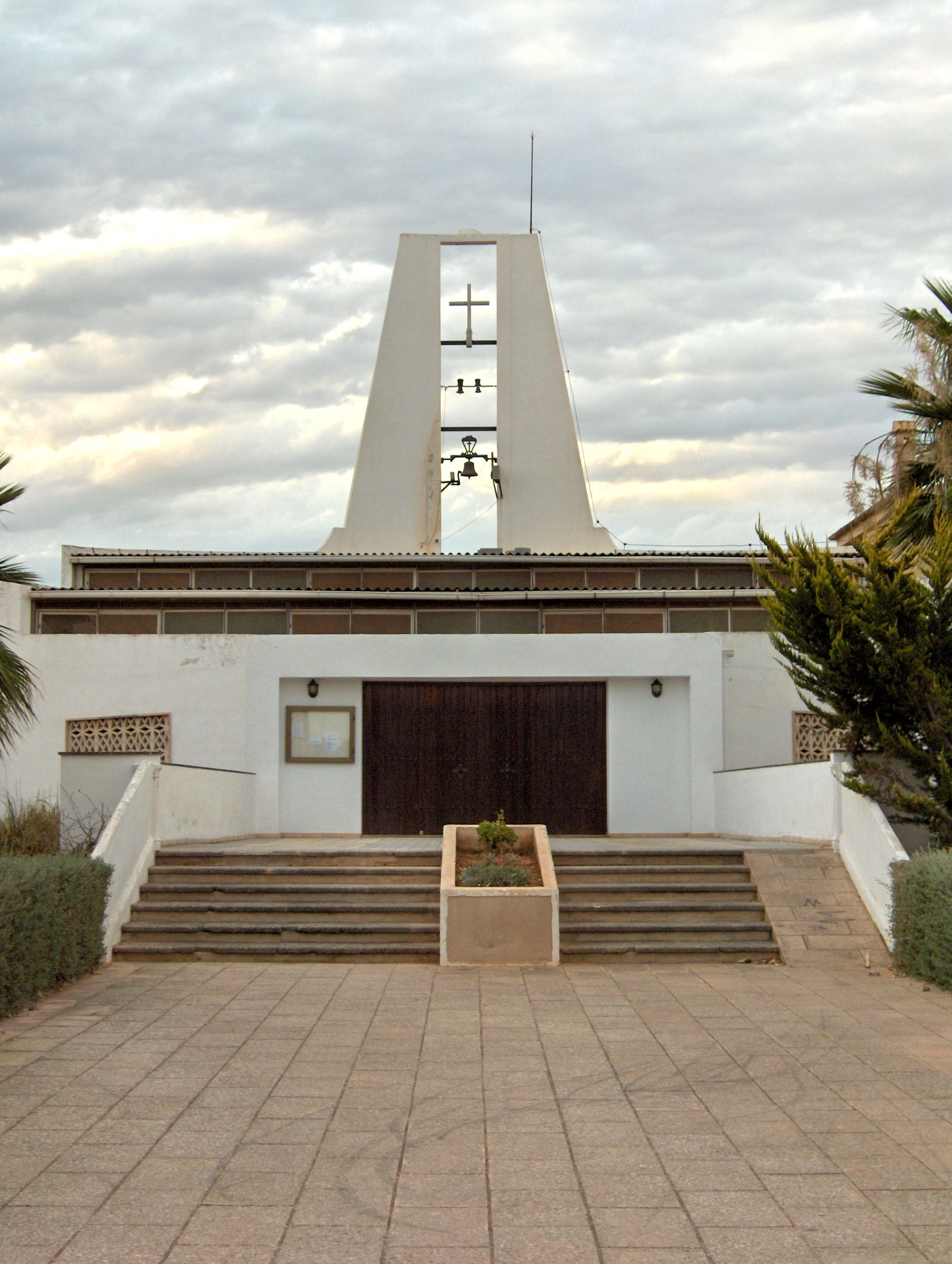
Façana principal de l'església de S'Estanyol de Migjorn, a Llucmajor (Mallorca)

Sebastià Gamundí Boscana (Llucmajor, 1930 - Palma, 17 de gener de 2015) fou un arquitecte mallorquí.
Estudià a l'Escola Superior d'Arquitectura de Barcelona, on es doctorà el 1966. Rehabilità cases de camp i edificis del nucli antic de Palma i projectà les seus del Club Nàutic s'Arenal (1983) i del Col·legi d'Aparelladors i Arquitectes Tècnics de Palma (1984). Com a arquitecte diocesà, dirigí la restauració de l'ermita de Sant Honorat (1988) i del Santuari de Nostra Senyora de Gràcia, ambdós al Puig de Randa, l'oratori de Son Blai a Campos (1990) i el monestir de Lluc, a Escorca. Va projectar les esglésies de s'Arenal de Llucmajor (1978), de s'Estanyol de Migjorn (1973), de Santa Ponça (1984) i de Magalluf (1988). Durant 41 anys, fou l'arquitecte de la Seu, període durant el qual s'encarregà de restaurar: l'antiga sagristia dels vermells, l'absis, la façana principal, el portal major i la reixa, el portal del mirador, preparà la capella que després intervindria Miquel Barceló, restaurà la rosassa major, la façana de la plaça de l'Almoina, el campanar, la capella del baptisteri i el claustre.

## Distincions
- Premi de Rehabilitació 1988, concedit pel Patronat Municipal de l'Habitatge, per la restauració del claustre del convent de Santa Magdalena, de Palma.[2]
- Espigolera, de l'Ajuntament de Llucmajor, el 2001.
- Creu Pro Ecclesia et Pontifice concedida pel papa Benet XVI, el 2010, com a premi als serveis a l'Església.[3]